# Crimen y castigo
Crimen y castigo (en ruso: Преступле́ние и наказа́ние, romanización Prestupléniye i nakazániye) es una novela de carácter psicológico escrita por el autor ruso Fiódor Dostoyevski. Fue publicada por primera vez, por entregas, en la revista El mensajero ruso, entre 1866 y 1867, en doce partes, y publicada después como libro. Junto con Guerra y paz de León Tolstói, se considera una de las novelas más influyentes e internacionales de la literatura rusa. Asimismo, los diálogos mantenidos entre el protagonista, Raskólnikov, y el inspector de policía son considerados por algunos autores, como el prestigioso literato Stefan Zweig, una de las cimas de la literatura universal.

## Estructura
La novela Crimen y castigo está dividida en seis partes más el epílogo. Mucho se ha comentado de la noción de dualismo en la obra, sugiriéndose la existencia de cierto grado de simetría en ella. Los episodios clave se distribuyen primero en una mitad y luego de nuevo en la otra. Edward Wasiolek asemeja la estructura de Crimen y castigo con una «X aplastada» y una x abierta:

Las partes I-III presentan al originalmente racional y orgulloso Raskólnikov: Las partes IV-VI, al emergente Raskólnikov irracional y humilde. La primera parte de la novela muestra la progresiva destrucción del principio que gobierna su carácter; la última, el nacimiento progresivo de un nuevo principio regidor. El momento del cambio se traza a la misma mitad de la novela.
Edward Wasiolek.

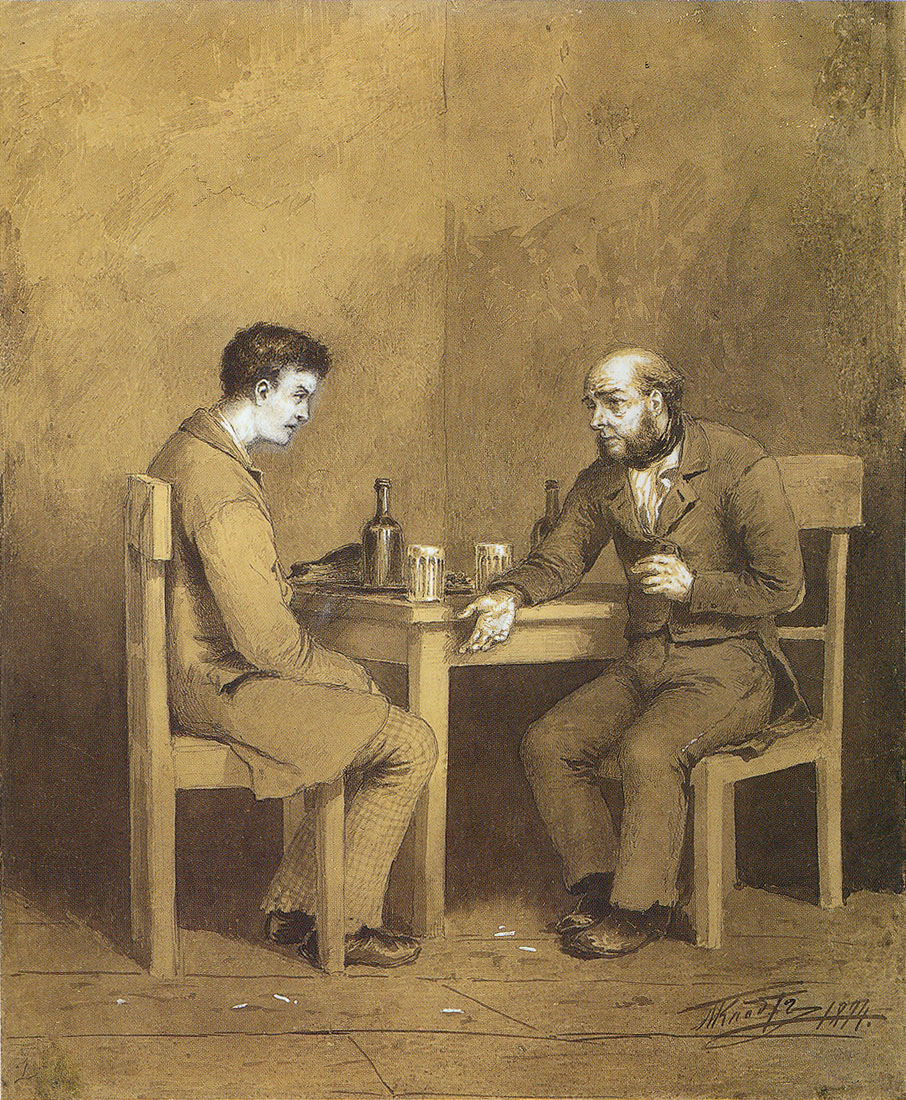
Raskólnikov y Marmeládov. Por Mijaíl Petróvich Klodt, representación de la obra Crimen y Castigo que es considerada por algunos críticos como la obra maestra de Dostoyevski y es, sin duda, una de las más conocidas.

Crimen y castigo está escrito en tercera persona, a través de un narrador omnisciente La perspectiva principal es la de Raskólnikov, adentrándose en su mente y pensamientos, cambiando en ocasiones a la de Svidrigáilov, Razumijin y Dunia.

### Juegos de palabras
Dostoievski emplea juegos de palabras en Crimen y castigo, jugando especialmente con la polisemia. 
En el texto original en ruso, el lector puede apreciar el doble sentido en los nombres de los personajes principales, que no pueden apreciarse en las traducciones. Los juegos de palabras y el significado de los nombres de cada personaje da ligeros datos acerca de la personalidad de cada uno. 
| Nombre                         | Palabra                     | Significado en ruso                  |
| ------------------------------ | --------------------------- | ------------------------------------ |
| Rodión Románovich Raskólnikov  | Ródina Románovyj raskololas | La patria de los Románov ha quebrado |
| Piotr Petróvich Luzhin         | Luzha                       | Charco                               |
| Dmitri Prokófich Razumijin     | Rázum                       | Razón, inteligencia                  |
| Aleksandr Grigórievich Zamétov | Zamétit                     | Darse cuenta                         |
| Semión Zajárovich Marmeládov   | Marmelad                    | Mermelada                            |
| Arkadi Ivánovich Svidrigáilov  | Svidrigailo                 | Príncipe lituano                     |

## Resumen
La historia narra la vida de Rodión Raskólnikov, un estudiante en la capital de la Rusia Imperial, San Petersburgo, que se ve obligado a suspender sus estudios por la miseria en la que se encuentra, a pesar de los esfuerzos de su madre Puljeria y su hermana Dunia para enviarle dinero. 
Su hermana, con la intención de ayudarlo, acepta la propuesta de matrimonio de un rico, lo que hace enfadar a su hermano al conocer que ha aceptado la propuesta sin haberlo consultado. Pero, aunque no quiera aceptar la ayuda, Rodión tiene aires de grandeza, y en sus delirios cree ser merecedor de un gran futuro, llegándose a comparar con Napoleón. Así que tiene la idea de matar y robar a Aliona Ivánovna, la vieja usurera. Esa idea le atormenta durante días, y crece en su interior como una semilla.
Raskólnikov decide asesinar a la anciana, no solo con el objetivo de robarle ―de hecho, abandona en un escondrijo y no hace uso del botín que saca apresuradamente de la casa de la prestamista tras su asesinato― sino también por considerarla un ser humano inútil para la sociedad, un piojo que solo puede entorpecer a quienes la rodean. Sin embargo, la posición de Raskólnikov es mucho más compleja: ha asumido que la sociedad se halla dividida en dos tipos de seres humanos; aquellos superiores que tienen derecho a cometer crímenes por el bienestar general de la sociedad y aquellos inferiores que deben estar sometidos a las leyes, cuya única función es la reproducción de la raza humana. La única justificación moral que puede tener la acción de Raskólnikov es que él sea un hombre superior, en cuyo caso no ha de sentir ningún tipo de arrepentimiento por su acción. Cuando ejecuta su plan, se ve obligado a asesinar también a Lizaveta, la hermana de la usurera, ya que lo sorprende en el lugar del crimen. 
El crimen deja a Rodión en un estado de gran confusión. Durante días, se sumerge en unas fiebres delirantes, causadas por el propio acto, andando sin rumbo y perdiendo a ratos la noción de la realidad, mientras en otros se muestra terriblemente lúcido. Se nos muestra una mente tan brillante como perturbada, obsesionada por el acto cometido, debatiéndose entre la culpa, que es su propio castigo y el agobiarse por la creencia de que el acto cometido fue algo benéfico.
En sus vagabundeos por San Petersburgo, Raskólnikov conoce al antiguo funcionario Marmeládov, un bebedor que acaba muriendo, borracho, atropellado por un caballo; y a su desgraciada familia, a la que Raskólnikov ayuda económicamente tras la muerte de Marmeládov, con los escasos rublos que recibe de su madre. La hija mayor de esta familia, Sonia, una abnegada joven que se prostituye para ayudar a su madrastra y sus hermanos, será la única persona a la que Raskólnikov confiese explícitamente su crimen. La culminación psicológica del libro ocurre cuando Raskólnikov, preso de la ansiedad, la agitación nerviosa y los remordimientos, asume que no puede convertirse en un hombre superior y que por lo tanto pertenece al tipo de hombre que tanto desprecia. Raskólnikov se entrega entonces a las autoridades, pese a que no existe ninguna prueba concluyente contra él y un inocente se ha declarado culpable, víctima de las presiones policiales. Esto demuestra la necesidad del ser humano de encontrar perdón por aquello que la consciencia nos obliga a saber que es incorrecto.  Es enviado a las cárceles en Siberia para cumplir su condena y Sonia (hija de Marmeládov) se va con él a acompañarlo al presidio, en donde Raskólnikov puede aceptar que la ama y que debe buscar redimirse para que, una vez que cumpla su condena, puedan estar juntos.

## Resumen por partes
El libro está dividido en partes, cada una con un diferente propósito, a continuación, un breve resumen de cada una: 
- Primera parte: Empieza con la visita de «ensayo» que hace Raskólnikov a casa de la vieja, calculando cada parte del plan que tiene para matar a la usurera. Luego cuenta los conflictos internos que tiene este hasta que se decide y, en el último capítulo, mata a la vieja usurera.

- Segunda parte: En su mayoría se lleva a cabo durante la enfermedad o delirio de Raskólnikov, quien es cuidado por Razumijin, su mejor amigo, una persona que realmente apreciaba a Rodión. Empieza con su visita a la comisaría e incluye hechos muy importantes como: cuando esconde lo robado, la entrevista con Luzhin, la entrevista con Zamétov, el accidente de Marmeládov, etc. Termina con la llegada de la madre y la hermana de Rodia a San Petersburgo.

- Tercera parte: Se inicia con la dura entrevista entre Raskólnikov con su hermana y madre, luego prosigue con su reconciliación. Un hecho muy importante y uno de los de mayor tensión en la novela se produce en esta parte, la entrevista con el juez de instrucción, el cual le tiende varias trampas a Raskólnikov con el objeto de que confiese. Termina con la repentina aparición de Svidrigáilov, el acosador de su hermana.

- Cuarta parte: Empieza con la extraña entrevista entre Rodia y Svidrigáilov, el cual deja notar malas y extrañas intenciones. Después ocurre la ruptura entre Dunia y su novio, hecho seguido de la conversación entre Sonia y Raskólnikov. Concluye con otra, también cargada de tensión, entrevista con el juez de instrucción, el cual casi logra sacarle la confesión a Raskólnikov, hecho evitado por un extraño suceso.

- Quinta parte: Comienza con los vengativos pensamientos de Luzhin, los cuales después los pone en práctica queriendo hacer quedar a Sonia como ladrona para así indisponer a Raskólnikov con su familia. Hecho que fue evitado por Raskólnikov y un amigo de Luzhin, escapando este sin volver a aparecer en la novela. Luego Sonia huye y Raskólnikov va con ella y le confiesa el crimen, para después enterarse de la locura y muerte de la madrastra de Sonia. Culmina cuando Svidrigáilov le cuenta entre risas a Rodia que escuchó su confesión a Sonia y que puede hundirlo.

- Sexta parte: Raskólnikov está muy pensativo respecto a qué hacer. De pronto aparece el juez de instrucción y le dice que está convencido de su culpabilidad y que es mejor que se entregue. Después Rodia va a hablar definitivamente con Svidrigáilov para tratar de sacar sus verdaderas intenciones, aunque no logra. Svidrigáilov le cuenta a la hermana de Raskólnikov la verdad sobre el crimen para luego tratar de violarla, pero en el último momento se arrepiente y la deja ir, al darse cuenta de que ella realmente nunca lo va a amar. Al día siguiente, después de delirios y sueños perturbadores, Svidrigáilov se suicida. Al final Raskólnikov se despide de su madre contrario a su personalidad fría, en este momento se muestra un hijo amoroso con su madre, diciéndole que realmente la quiere, después de hablar con su hermana y con Sonia, se entrega.[10]

- Epílogo: Raskólnikov va a Siberia condenado a ocho años de trabajos forzados, Sonia decide acompañarlo. La hermana de Raskólnikov se casa con Razumijin y luego su madre muere, aquejada de locura febril y senil, estando, por momentos, cerca de enterarse de la verdad sobre Raskólnikov. Rodión en la cárcel todavía tiene pensamientos negativos, siente odio y repugnancia por los demás reos, no les dirige la palabra. Pero al pasar un año, y luego de enfermarse, se arrepiente de todo y se da cuenta de que ama a Sonia, este último personaje representa la redención de Raskólnikov y la aceptación de su amor también representa que deja entrar la bondad en su corazón, quedando sobreentendido que luego de los siete años restantes, Rodión se casaría con Sonia y juntos empezarían una nueva vida.

## Personajes
| Ruso y romanización del ruso                | Ruso y romanización del ruso | Ruso y romanización del ruso                | Ruso y romanización del ruso |
| Nombre, apodo                               | Patrónimo                    | Apellido                                    |                              |
| ------------------------------------------- | ---------------------------- | ------------------------------------------- | ---------------------------- |
| Родиóн Rodión                               | Ромáнович Románovich         | Раскóльников Raskólnikov                    |                              |
| Авдо́тья Avdotya                             | Рома́новна Románovna          | Раско́льникова Raskólnikova                  |                              |
| Пульхе́рия Puljeria                          | Алексáндровна Aleksándrovna  | Раско́льникова Raskólnikova                  |                              |
| Семён Semión                                | Заха́рович Zajárovich         | Мармела́дов Marmeládov                       |                              |
| Со́фья, Со́ня, Со́нечка Sofya, Sonya, Sónechka | Семёновна Semiónovna         | Мармела́дова Marmeládova                     |                              |
| Катери́на Katerina                           | Ива́новна Ivánovna            | Мармела́дова Marmeládova                     |                              |
| Дми́трий Dmitri                              | Проко́фьич Prokófyich         | Вразуми́хин, Разуми́хин Vrazumijin, Razumijin |                              |
| Праско́вья Praskovya                         | Па́вловна Pávlovna            | Зарницына Zarnítsyna                        |                              |
| Арка́дий Arkadi                              | Ива́нович Ivánovich           | Свидрига́йлов Svidrigáilov                   |                              |
| Ма́рфа Marfa                                 | Петро́вна Petrovna            | Свидрига́йлова Svidrigáilova                 |                              |
| Пётр Piotr                                  | Петро́вич Petróvich           | Лужин Luzhin                                |                              |
| Андре́й Andréi                               | Семёнович Semiónovich        | Лебезя́тников Lebezyátnikov                  |                              |
| Порфи́рий Porfiri                            | Петро́вич Petróvich           |                                             |                              |
| Лизаве́та Lizaveta                           | Ива́новна Ivánovna            |                                             |                              |
| Алёна Aliona                                | Ivánovna                     |                                             |                              |
| Un acento agudo marca la sílaba tónica.     |                              |                                             |                              |

Antes de describir a los personajes, es importante señalar que estos son un aspecto que atrae del libro, pues Dostoyevski no buscaba encajar a sus personajes en una categoría de bueno o malo, sino que tal como los seres humanos, estos tenían personalidades complejas. En el caso de Raskólnikov, es el claro ejemplo de la mente humana y de sus decisiones, es decir el libre albedrío. Así, cada personaje puede ser rechazado por la sociedad, pero aceptado por el público, o viceversa. En torno a Raskólnikov se genera toda esta atmósfera que nos trata de criticar la sociedad y de aquello que es considerado apropiado o inapropiado.
- Rodión Románovich Raskólnikov (Rodia) (Родиóн Ромáнович Раскóльников / Родя): es el protagonista de la novela; la historia es contada principalmente desde su perspectiva, teniendo párrafos enteros sobre sus pensamientos. Es un estudiante que, sumido en la pobreza, deja la universidad. Vive en un pequeño y mísero piso en los suburbios de San Petersburgo. El título de la novela se refiere más bien al crimen que comete Raskólnikov y a su castigo interno y personal, un castigo psicológico que nace de su lucha interna, mayormente por el rechazo hacia sentir cualquier tipo de culpa. Comete el asesinato creyendo que posee suficiente fuerza, tanto intelectual como individual, para soportarlo; considera que es una especie de Napoleón,[12] pero la paranoia y la culpa pronto comienzan a devorarlo. Solo en el epílogo su castigo es formal, cuando decide confesar el crimen y acabar con su alienación. Su nombre, que en ruso deriva de «escisión», es una alusión a la separación de Raskólnikov de la sociedad rusa, impuesta por él mismo, así como su separación íntima de la personalidad y de las emociones.
- Sofia Semiónovna Marmeládova (Софья Семёновна Мармеладова): conocida por sus diminutivos Sonia o Sónechka; es una prostituta de dieciocho años, hija mayor de Marmeládov, capaz de infinitos sacrificios. Es vergonzosa y su personaje será probablemente el más castigado por las injusticias y la mala suerte. Sin embargo, es la que más entera y noble se mantiene. Su personalidad es tan fuerte que ni todos los peores sucesos la hacen variar en su línea de persona servicial y generosa. Sigue pensando en mantener a su familia. Este comportamiento, según interpretan algunos lectores, quizás obedezca a cierto complejo de culpabilidad por el cual se vea obligada a responder con actos de ayuda y comprensión. Sonia también es una representación de la bondad y la redención, logrando redimir a Raskólnikov.
- Porfiri Petróvich (Порфирий Петрович): juez, tío de Razumijin, que trabaja en el asesinato de la usurera. A través de las conversaciones con Raskólnikov, conversaciones de marcado carácter filosófico e intelectual, descubre quién es el asesino, a pesar de carecer de prueba alguna. Al final, insta a Rodión para que se entregue a las autoridades, después de acusarlo directamente, en privado.
- Avdotia Románovna Raskólnikova (Авдотья Романовна Раскольникова): también conocida por su diminutivo, Dunia, es la hermana mayor de Raskólnikov, una chica modesta, educada, sencilla, con principios y, al igual que Sonia, es capaz de sacrificarse por su familia. Como el resto de los personajes femeninos, es capaz de infinitos sacrificios y eso justifica su existencia está dispuesta a inmolarse en un matrimonio absurdo. Representa la feminidad abnegada. Es físicamente muy parecida a Rodión: castaña clara, alta y robusta. Su rostro se caracteriza por tener el labio inferior más prominente, lo que le da un aspecto serio y seguro.
- Arkadi Ivánovich Svidrigáilov (Аркадий Иванович Свидригайлов): quizás es el personaje antagonista de la obra. Refleja una profunda maldad y pervertimiento moral. Sin embargo, en un instante de la obra, cuando el amor de su vida, Dunia, le apunta con un arma, él parece intentar cambiar moralmente con tal de que Dunia lo acepte a su lado. Es un personaje complejo, como todos los de Dostoyevski, ya que en solo un análisis superficial se puede ver en él pura maldad. Su pasado resulta ser sumamente oscuro, ya que se lo acusa de haber violado y asesinado a una niña ciega y sorda, torturado y maltratado a un siervo hasta llevarlo al suicidio y matado a su esposa envenenándola. Sin embargo al final de la obra, antes de cometer un espectacular suicidio, realiza obras de caridad con algunos niños desprotegidos, en una inquietante y subjetiva especie de redención personal.
- Marfa Petrovna Svidrigáilova (Марфа Петровна Свидригайлова): es la difunta esposa de Arkadi Svidrigáilov, el cual es sospechoso de haberla asesinado, y supuestamente lo visita en forma de espíritu. Deja a Dunia tres mil rublos en herencia, lo que le permite rechazar a Luzhin como prometido.
- Dmitri Prokófich Razumijin (Дмитрий Прокофьич Разумихин): también llamado Dmitri, o Razumijin, antiguo compañero de universidad de Raskólnikov, es una persona servicial, aplicada, competente, llena de buenas intenciones, y protectora. A pesar de esto, es impulsivo e irritable. Gran comunicador, posee un carácter despreocupado y servicial, activo, lleno de fuerza y vigor; es, quizá, el único amigo de Raskólnikov en toda la obra. Al final termina casándose con Avdotia Románovna, hermana de Raskólnikov.
- Katerina Ivánovna Marmeládova (Катерина Ивановна Мармеладова): la segunda esposa de Semión Marmeládov, y madrastra de Sonia.
- Puljeria Aleksándrovna Raskólnikova  (Пульхерия Александровна Раскольникова): es la sacrificada madre de Rodión y Avdotia. Como todas las mujeres de esta obra, es humilde, paciente y como madre, lo da toda para que sus hijos puedan ser felices. Es viuda y tiene cuarenta  y tres años. En cuanto a los rasgos físicos, tiene el pelo canoso y las mejillas hundidas, pero aparenta ser más joven de lo que realmente es.
- Piotr Petróvich Luzhin: (Пётр Петрович Лужин) se presenta casi como el salvador de la familia de su novia, aunque se empiezan a adivinar sus aires de grandeza dictatorial, sus visiones de poderoso empresario. Pretende casarse con la hermana de Raskólnikov, Dunia.
- Semión Zajárovich Marmeládov (Семён Захарович Мармеладов): es un exfuncionario alcohólico, casado y con cinco hijos, que tiene a su familia en la miseria y la enfermedad. Fue atropellado por un carruaje.
- Nastasia Petrovna (Настасья Петровна): Criada de Praskovia Pávlovna. Atendía usualmente a Raskólnikov en lo que a alimentos y correspondencia se refiere.
- Praskovia Pávlovna (Прасковья Павловна): Patrona de Raskólnikov. Su hija muere de tuberculosis. Exige, mediante una letra de cambio, ante la comisaría, el pago de una deuda que posee Raskólnikov por el uso de una de sus habitaciones.
- Aliona Ivánovna (Алёна Ивановна): Es una mujer fea y vieja, explotadora, capaz de sacarle dinero hasta a su propia hermana. Su comportamiento es parasitario, aprovechándose del más débil, en especial de estudiantes. Es la usurera, la persona a la que asesinó Raskólnikov.
- Lizaveta Ivánovna (Лизавета Ивановна): Es costurera y la hermana de la usurera (también la mató Raskólnikov). Se trata de una chica buena y amable, muy religiosa. Su figura es la que nos hace ver hasta qué punto llega la ruindad de la usurera, es víctima directa de los abusos cometidos por su hermana y de su hijo que murió.

## Análisis
El autor crea un completo caos en la mente de Raskólnikov a causa de los sucesos vividos por la situación económica, este caos mental se vuelve peor en el momento en el que el joven perpetra el crimen a partir de esto se ve afrontando a muchos problemas mentales. Personajes similares a Raskólnikov en su comportamiento y creencias pueden encontrarse en otras obras de Dostoyevski, como Memorias del subsuelo o Los hermanos Karamázov (es especialmente similar a Iván Karamázov de Los hermanos Karamázov). Raskólnikov produce él mismo sus sufrimientos matando a la prestamista y viviendo en condiciones tan precarias cuando podría conseguir un empleo. Razumijin, que se encuentra en la misma situación que él, vive en condiciones mucho mejores, sin embargo, cuando se ofrece a conseguir al primero un empleo, Raskólnikov se niega. Después, Raskólnikov arrogantemente insinúa a la policía que es el asesino, tanto por quitarse el peso de la culpa como por lo hilarante del juego mental. Esto hace plasmar y ver profundamente el debate psicológico entre el bien y el mal y lo poderosa que es la mente.Trata constantemente de desafiar los límites de lo que puede y no puede hacer para darse cuenta de si es o no el hombre extraordinario que describe en su propia teoría o un perdedor más (a lo largo de toda la novela mide su propio miedo, tratando de razonar consigo mismo para superarlo). Constantemente trata de racionalizar su irracionalidad y paranoia como afirmaciones de trascendencia de su propia conciencia y como rechazo a la razón y la racionalidad. 
Este es un tema común en el existencialismo; Friedrich Nietzsche, en El ocaso de los ídolos, o cómo se filosofa a martillazos alaba al escritor ruso: «Dostoyevski, el único psicólogo, por cierto, del cual se podía aprender algo, es uno de los accidentes más felices de mi vida, más incluso que el descubrimiento de Stendhal». Walter Kaufmann considera la obra de Dostoievski como inspiración para La metamorfosis de Franz Kafka. Por otro lado, Dostoyevski emplea al personaje de Sonia para mostrar que solamente la fe puede curar la depravación del hombre, que es donde se diferencia de otros existencialistas. Aunque esta filosofía es particular de Dostoyevski, por el mencionado énfasis en el Cristianismo y también en el Existencialismo (aunque si es o no existencialista sigue siendo debatido), temas similares pueden encontrase en escritores como Jean Paul Sartre, Albert Camus, Herman Hesse o Kafka.
La novela hace alusiones bíblicas, en concreto a historias del Nuevo Testamento, como la de Lázaro, cuya muerte y resurrección pueden verse como paralelas a la muerte y resurrección espiritual de Raskólnikov. También hace referencia al Libro de las Revelaciones, en el sueño que Raskólnikov tiene una vez ya encarcelado en Siberia, respecto de la desolación terrenal y de ciertas plagas que afectan al hombre y que lo trasforman violenta y desordenadamente en un ser nihilista. Y en el final, el castigo de ocho años que debe cumplir por su crimen, es también el tiempo que debe pagar para poder estar finalmente con Sonia, en una clara alusión a la historia bíblica del israelita Jacob y los siete años que tuvo que trabajar para poder emparejarse con Raquel.

## Adaptaciones cinematográficas
Hay más de 25 adaptaciones cinematográficas basadas en Crimen y castigo. Entre ellas:

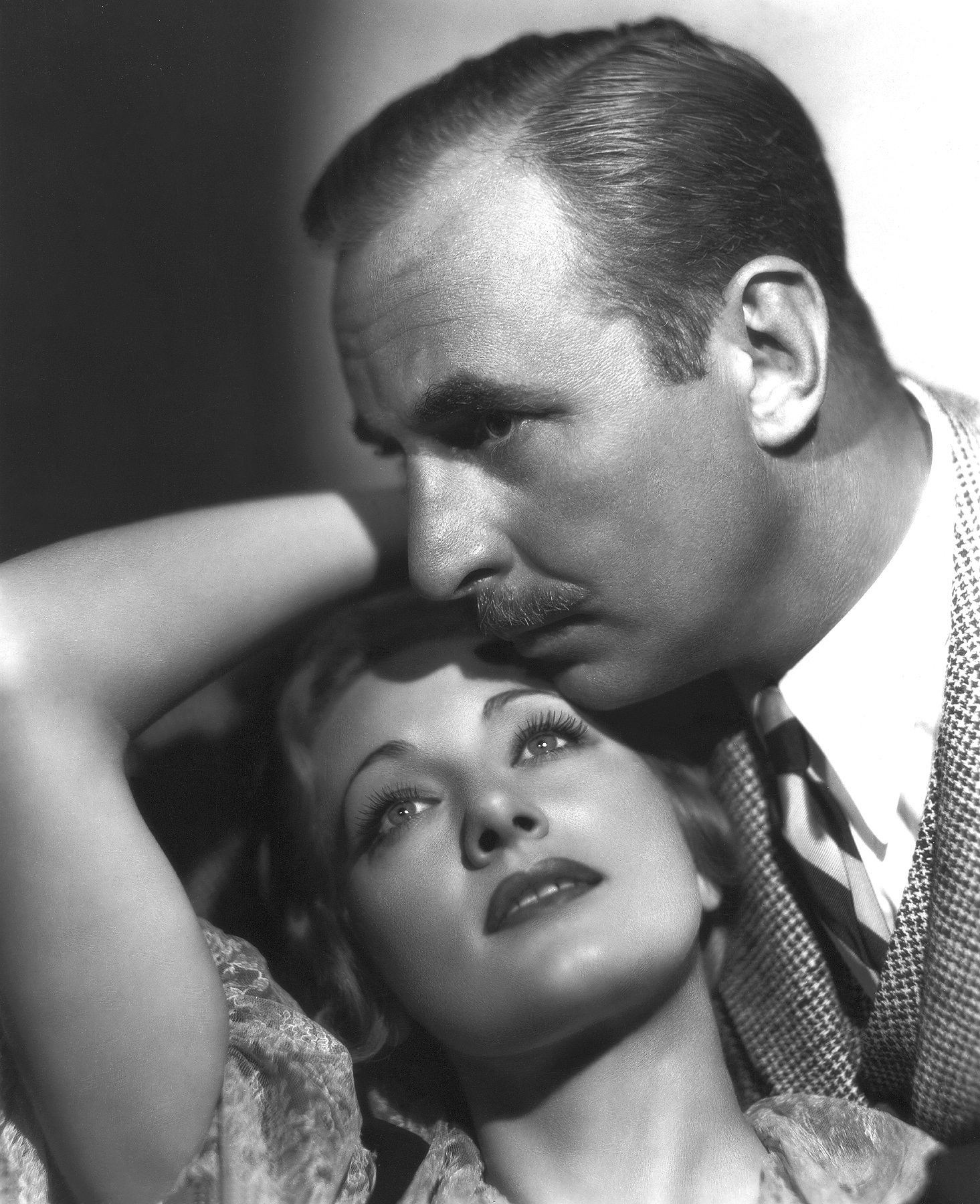
Foto publicitaria de la película de 1935 de Josef von Sternberg: Tala Birell (1907-1958) y Douglass Dumbrille (1889-1974).

- Prestuplenie i nakazanie (1909, Imperio Ruso), de Vasili Goncharov (extraviada).
- Prestuplenie i nakazanie (1913, Imperio Ruso) de Iván Petróvich Vronski, con Pável Orlénev e Iván Petróvich Vronsky;
- Crime and Punishment (1917, EUA), de Lawrence B. McGill, con Derwent Hall Caine, Marguerite Courtot y Cherrie Coleman.
- Raskolnikow (1923, República de Weimar), de Robert Wiene, con Gregori Chmara y Maria Kryshanóvskaya.
- Crime et Châtiment (1935, Francia), de Pierre Chenal, con Pierre Blanchar, Madeleine Ozeray y Marcelle Géniat.
- Crime and Punishment (1935, EUA), de Josef von Sternberg, con Peter Lorre, Edward Arnold y Marian Marsh).
- Crimen y castigo (1951, México) de Fernando de Fuentes, con Roberto Cañedo y Lilia Prado.[13]
- Crime et Châtiment (1956, Francia) de Georges Lampin, con Jean Gabin, Marina Vlady, Ulla Jakobson, Bernard Blier y Robert Hossein.
- Crime and Punishment, U.S.A (1959, EUA) de Denis Sanders, con George Hamilton, Mary Murphy, Frank Silvera y Marian Seldes.
- Преступление и наказание (Crimen y castigo) de Lev Kulidzhánov (1969, URSS), con Gueorgui Taratorkin, Innokenti Smoktunovski, Tatiana Bedova y Victoria Fiódorova.
- Crime and Punishment (1979, cortometraje con Timothy West, Vanessa Redgrave y John Hurt).
- Rikos ja rangaistus (Crimen y castigo) (1983, Finlandia, de Aki Kaurismäki).
- Crimes and Misdemeanors (Crímenes y pecados / «Delitos y faltas») (1989, EUA, de Woody Allen).
- Sin compasión (1994, de Francisco José Lombardi). Basada en la novela, la película fue rodada en Lima, Perú.
- Crimen y castigo (1998) con Ben Kingsley y Patrick Dempsey.
- Crime and Punishment (2002) con Crispin Glover y Vanessa Redgrave.
- Nina (2004, Brasil), de Heitor Dhalia, con Guta Stresser, Milhem Cortaz, Anderson Faganello.
- Match Point (2005), Woody Allen.
- Преступление и наказание (Crimen y castigo) (2007, Rusia, con Vladímir Koshevói y Andréi Panin).
- Irrational Man (película) (2015), Woody Allen.[14]